# Pierre van Hooijdonk
Petrus Ferdinandus Johannes van Hooijdonk poznat i kao Pierre van Hooijdonk (Steenbergen, Nizozemska, 29. studenog 1969.) je nizozemski umirovljeni nogometaš i bivši nacionalni reprezentativac. Kao nizozemski reprezentativac sudjelovao je na jednom svjetskom (Francuska 1998.) i dva europska (Nizozemska / Belgija 2000. i Portugal 2004.) prvenstva.
Van Hooijdonk je igrao na poziciji napadača te je bio poznat po spektakularnim slobodnim udarcima.

## Karijera

### Klupska karijera

#### Počeci
Van Hooijdonk je rođen u Steenbergenu a odrastao je u lokalnom selu Welbergu. Igrao je u kadetima lokalnog kluba SC Welberg te navijao za NAC Bredu. U dobi od 11 godina impresionirao je skaute omiljenog mu kluba koji su ga doveli u Bredu. Međutim, s 14 godina rečeno mu je da nije dovoljno dobar za klub te je počeo igrati za amatere V.V. Steenbergena.
Ondje je igrač prvi puta počeo igrati na poziciji napadača. Njegove nastupe pratio je Tiny van Dijk, skaut RBC-a koji ga je doveo u klub.

#### RBC Roosendaal
Krajem 1980-ih RBC se suočio s financijskim problemima te je bio prisiljen koristiti mlade igrače. Tako je Pierre van Hooijdonk 1989. postao igrač momčadi iz Roosendaala. Najprije je ulazio u igru kao rezerva ali nakon što je zabio tri gola počeo se sve više koristiti tijekom sezone.
Budući da se glavni napadač RBC-a ozlijedio, Van Hooijdonk je odigrao gotovo cijeli drugi dio sezone, zabivši šest golova u 32 utakmice. Tada je potpisao svoj prvi profesionalni ugovor te je sljedeće sezone postao ključni igrač momčadi za koju je u 37 utakmica zabio 27 pogodaka. Zbog toga je za njega interes pokazalo nekoliko klubova, a među njima i NAC Breda. Pierre van Hooijdonk nije dvojio ni trenutka te je potpisao za momčad za koju je navijao kao dijete.

#### NAC Breda
NAC je za 400.000 guldena doveo u svoje redove igrača kojeg su se odrekli kao kadeta. Van Hooijdonk je u klubu bio veoma uspješan te je u 115 prvenstvenih utakmica zabio 81 pogodak. Također, 1993. se uspio s klubom promovirati u Eredivisie. Tijekom svoje posljednje sezone u klubu (1994./95.) igrač je u prosincu 1994. po prvi puta pozvan u nizozemsku reprezentaciju. Ubrzo nakon toga, u zimskoj stanci iste sezone, škotski Celtic je klubu dao ponudu za kupnju igrača koju je NAC prihvatio.

#### Celtic Glasgow
Kada se pridružio Celticu, klub u posljednjih šest godina nije osvojio niti jedan trofej. Dolaskom igrača, Celtic je iste sezone osvojio škotski kup a Van Hooijdonk je zabio jedini gol u finalu. Također, igrač je bio veoma popularan kod navijača ali je bio u sukobu s predsjednikom kluba. Zbog toga nije igrao važne prvenstvene utakmice a tadašnji nizozemski izbornik Dick Advocaat mu je poručio da neće biti uvršten u nacionalnu reprezentaciju ako u Celticu ne bude standardan igrač.
Igrač je klub napustio 1997. te je za Celtic u 84 utakmice u svim natjecanjima zabio 52 pogotka. Tada je otišao zbog predložene tjedne plaće od 7.000 GBP što je komentirao riječima da je ta ponuda "dovoljno dobra za beskućnika ali nedovoljno dobra za međunarodnog napadača".

#### Nottingham Forest
Van Hooijdonk se pridružio Nottinghamu koji se tada borio za opstanak u Premier ligi. Za klub je debitirao 11. ožujka 1997. u 1:1 susretu protiv Blackburn Roversa. Klub se nadao da će ih igrač zadržati u prvoj ligi ali on je u osam prvenstvenih utakmica zabio tek jedan gol. Nottingham Forest je u konačnici ispao u niži rang a igrač je odlučio da će ostati u klubu i pomoći mu da se vrati u Premier ligu.
Sljedeća sezona bila je uspješna i za igrača i za klub. Nottingham se vratio u Premier ligu kao prvak 2. lige dok je Van Hooijdonk zabio 34 gola a kolega u napadu Kevin Campbell njih 23. Također, igrač je bio standardan u nizozemskoj reprezentaciji te je uvršten na popis reprezentativaca za predstojeće SP 1998. u Francuskoj. Na tom turniru je zabio gol Južnoj Koreji ušavši u igru kao zamjena.
Vrativši se u elitni razred engleskog nogometa, Nottingham Forest je prodao napadača Kevina Campbella turskom Trabzonsporu za 2,5 milijuna GBP čime je oslabljen napad. Također, Scot Gemmill je maknut iz prve momčadi jer je odbio potpisati novi ugovor. U takvoj klupskoj atmosferi, Van Hooijdonk je zatražio stavljanje na transfer listu ali su to odbili vlasnici kluba. To je dovelo do velikog sukoba između igrača i kluba što je rezultiralo time da je Van Hooijdonk napustio klub i trenirao kod NAC Brede.
U studenom 1998. igrač se vraća u Nottingham koji se nakon devet kola bez pobjede, opet suočio s ispadanjem iz lige. Van Hooijdonk je za klub u 19 prvenstvenih susreta zabio šest golova. Završetkom sezone 1998./99. Nottingham Forest ponovo pada u niži rang a Van Hooijdonk napušta klub.

#### Vitesse i Benfica
Završetkom sezone 1998./99. igrač se vraća u Nizozemsku gdje za 3,5 milijuna GBP potpisuje za Vitesse. U tom razdoblju ponovo je uvršten u reprezentaciju dok je u 29 utakmica Eredivisea zabio nevjerojatnih 25 golova.
Nakon jedne sezone u klubu igrač odlazi u Benficu gdje ostaje isto toliko vremena a tamo je igrao s bivšim suigračem iz Celtica, Jorgeom Cadeteom. Igrač se u klubu susreo s istim strukturalnim problemima kao i u Nottinghamu dok je Benfica te sezone promijenila čak tri trenera.
Novi predsjednik kluba nije imao povjerenja u Van Hooijdonka te je stavljen u B momčad. Klub ga je namjeravao prodati ali igrač je htio povratak u domovinu. Završtekom sezone 2000:/01. Van Hooijdonk je potpisao za Feyenoord Rotterdam.

#### Feyenoord Rotterdam
U Feyenoordu su igrača pamtili po slobodnim udarcima te je bio važna karika momčadi koja je 2002. osvojila Kup UEFA. Na putu do finala klub je pobjeđivao SC Freiburg, Glasgow Rangers, PSV Eindhoven i Inter Milan. U samome finalu igranom na rotterdamskom stadionu pobijeđena je dortmundska Borussija dok je Van Hooijdonk zabio dva gola.

#### Fenerbahçe
Nakon dvije sezone u Feyenoordu, igrač potpisuje za turski Fenerbahçe. Tijekom dvije sezone igranja za klub, Van Hooijdonk je u 53 prvenstvena susreta zabio 32 gola a klub je osvojio dva uzastopna naslova prvaka. Zbog toga su navijači Fenerbahçea Van Hooijdonku dali nadimak Aziz Pierre (hrv. Sveti Pierre). U klubu je nosio dres s brojem 17 a 2004. je osvojio svoje prvo nacionalno prvenstvo.

#### NAC Breda i Feyennord
Sredinom 2005. igrač potpisuje za bivši klub NAC Bredu za koju je tijekom proljetnog dijela sezone odigrao 17 prvenstvenih utakmica i zabio pet golova. Tijekom zimske stanke i transfernog roka, Van Hooijdonk napušta NAC i potpisuje za još jedan bivši klub, Feyenoord Rotterdam.
Igrač je u Feyenoordu završio igračku karijeru a 17. listopada 2006. je objavio da će krajem 2006./07. prekinuti s profesionalnim igranjem nogometa. 13. svibnja 2007. igrač je odigrao svoju posljednju utakmicu u susretu protiv Groningena. Tako je Van Hooijdonk u svojoj 18 sezona bogatoj igračkoj karijeri odigrao 550 prvenstvenih utakmica i pritom postigao 350 golova.

### Reprezentativna karijera
Van Hooijdonk je s Nizozemskom nastupio na Svjetskom prvenstvu 1998. u Francuskoj gdje su Oranje osvojile četvrto mjesto izgubivši u utakmici za broncu od Hrvatske.
Od ostalih većih natjecanja, igrač je s reprezentacijom nastupio i na dva europska prvenstva (Nizozemska / Belgija - 2000. i Portugal 2004.) na kojima je Nizozemska došla do polufinala.

## Osvojeni trofeji

### Klupski trofeji
| Klub                | Trofej           | Godina  |
| Škotska             | Škotska          | Škotska |
| ------------------- | ---------------- | ------- |
| Celtic Glasgow      | Škotski kup      | 1995.   |
| Engleska            |                  |         |
| Nottingham Forest   | Engleska 2. liga | 1998.   |
| Nizozemska          |                  |         |
| Feyenoord Rotterdam | Kup UEFA         | 2002.   |
| Turska              |                  |         |
| Fenerbahçe          | Tursko prvenstvo | 2004.   |
| Fenerbahçe          | Tursko prvenstvo | 2005.   |

### Individualni trofeji
| Klub                | Trofej                                | Godina / sezona |
| Škotska             | Škotska                               | Škotska         |
| ------------------- | ------------------------------------- | --------------- |
| Celtic Glasgow      | Najbolji strijelac škotskog prvenstva | 1996.           |
| Engleska            |                                       |                 |
| Nottingham Forest   | Momčad sezone u 2. engleskoj ligi     | 1997./98.       |
| Nottingham Forest   | Najbolji igrač kluba                  | 1998.           |
| Nizozemska          |                                       |                 |
| Feyenoord Rotterdam | Najbolji strijelac Eredivisie         | 2002.           |
| Feyenoord Rotterdam | Najbolji strijelac Kupa UEFA          | 2002.           |

## Privatni život
29. svibnja 2008. objavljeno je da je Van Hooijdonk bio žrtva prevare kada je uložio dva milijuna GBP koje je uložio u kinesku tekstilnu industriju koja nije postojala. Nizozemska policija izjavila je da prevara iznosi "mnogo milijuna eura".

## Vanjske poveznice
- Igrački profil Pierrea van Hooijdonka  Arhivirana inačica izvorne stranice od 16. kolovoza 2011. (Wayback Machine)
- Profil i statistika igrača na Wereldvanoranje.nl  Arhivirana inačica izvorne stranice od 30. rujna 2011. (Wayback Machine)